# Marco Di Vaio
Marco Di Vaio (født 15. juli 1976) er en italiensk tidligere fodboldspiller. Han spillede gennem karrieren for blandt andet Juventus, Valencia, Monaco og Genoa.